# 秀才愛上兵
《秀才愛上兵》（英語：The Gentle Crackdown II），香港電視廣播有限公司製作的一套以中国明代洪武年間（明太祖朱元璋一角於最後一集出現）為背景的古裝電視劇，為《秀才遇著兵》之兄弟姊妹劇，由馬浚偉及鄭希怡領銜主演，由夏雨、黎耀祥、羅冠蘭、曾偉權、麥長青、李思捷、姚子羚及李成昌聯合主演，並由李力持特別演出，監製劉家豪、編審張華標。本劇為無綫電視2008年賀歲劇。

## 演員表

### 謝家
| 演員   | 角色   | 關係                                                                                                   | 暱稱                        |
| 夏 雨  | 謝蒼天 | 游玉蘭之夫 謝皇上之父 大利米店老闆 當年飢荒時曾偷半碗飯但讓給仍是小和尚的皇帝充飢 有皇上御賜九龍白玉碗 | 謝老爺                      |
| 羅冠蘭 | 游玉蘭 | 謝蒼天之妻 謝皇上之母 大利米店老闆娘 武功高強                                                          | 雙刀奇俠游玉蘭              |
| 馬浚偉 | 謝皇上 | 謝蒼天、游玉蘭之子 良材縣縣官 良材縣前農官 被陳細妹暗戀，後為其夫                                      | 謝大人 死老坑（陳細妹專用） |
| 子明   | 添 叔  | 管家                                                                                                   |                             |
| 鄭希怡 | 陳細妹 | 暗戀謝皇上，後為其妻 曾將謝皇上說的軟硬兼施聽成軟硬天師                                                | 阿妹 牝雞                   |

### 衙門
| 演員   | 角色   | 關係 | 暱稱                              |
| 馬浚偉 | 謝皇上 | 良材縣縣官（第8集） 良材縣前農官 參見謝家 | 謝大人 死老坑（陳細妹專用）       |
| 黎耀祥 | 戴從文 | 戴從武之孖生弟 良材縣衙門師爺，口才了得，料事如神 農官衙門前師爺 蘇州衙門前衙差 为替戴从武赎罪而假冒八府巡按 蘇鎮東之前下屬兼天敵 蘇鎮南之兒時書友兼天敵 於第18集处斩苏镇东 於第20集被谢皇上安排逃走，當上狀師 參見戴家及真假巡按案 | 大老爺 青天狀師                   |
| 黎耀祥 | 戴從武 | 戴從文之孖生兄 蘇鎮南之兒時書友 八府巡按 得咯血病 於第14-20集被戴從文頂替 於第16集病逝 參見戴家及真假巡按案 | 火鳳凰 戴青天（被戴從文頂替時期） |
| 李成昌 | 麥 帥  | 良材縣衙門捕頭 良材縣農官衙門前護農頭 | 帥公                              |
| 鄭希怡 | 陳細妹 | 良材縣前農官陳忠之女 祝清庭乾妹 良材縣衙門捕快 良材縣農官衙門前護農 愛上謝皇上 | 阿妹 牝雞                         |
| 李思捷 | 祝清庭 | 祝一山之子 陳細妹乾兄 良材縣衙門捕快 良材縣農官衙門前護農 與唐水相戀 | 粥 粥仔 清庭 祝英雄 玉            |
| 戴耀明 | 何 粉  | 良材縣衙門捕快 良材縣農官衙門前護農 有關「玉、樹、臨、風」的稱號，參見梁小蝶被殺案（第5集） | 粉 樹                             |
| 李啟傑 | 伊 麵  | 良材縣衙門捕快 良材縣農官衙門前護農 有關「玉、樹、臨、風」的稱號，參見梁小蝶被殺案（第5集） | 麵 臨                             |
| 伍文生 | 范 一  | 良材縣衙門捕快 良材縣農官衙門前護農 有關「玉、樹、臨、風」的稱號，參見梁小蝶被殺案（第5集） | 飯 一嚿飯 風                      |
| 陳健文 | 衙 差  | 官 兵 |                                   |
| 許明志 | 衙 差  | 官 兵 |                                   |

### 蘇家
| 演員   | 角色   | 關係 | 暱稱                 |
| 劉 江  | 蘇 德  | 蘇鎮東、蘇鎮南之父 |                      |
| 曾偉權 | 蘇鎮東 | 酷吏，為結案屈打成招，後更成為貪官 蘇德之子 馮彩之夫 馮師爺姐夫 蘇鎮南之兄 謝皇上、戴從文之天敵 良材縣前縣官（第5-7集） 六府巡按（第12集），參見單日冤枉案 於第18集因引诱陈公公查办真假巡按案而遭戴从文处斩           | 酷吏、大頭六、真陰毒 |
| 伍慧珊 | 馮 彩  | 蘇鎮東之妻 馮師爺之姊 |                      |
| 麥長青 | 蘇鎮南 | 蘇德之子 蘇鎮東之弟兼幕後軍師 謝皇上、戴從文之天敵 聰明絕頂但品德惡劣，被老師取名「綿裡針」，與戴從文及從武為南山書院同窗，三人合稱為「南山三傑」 於第18集因掌握陈公公秘密而免於一死 於第20集被朱元璋下令遭谢皇上处斩 | 綿裡針               |
| 張松枝 | 馮師爺 | 馮彩之弟 蘇鎮東小舅子 良材縣衙門前師爺 |                      |
| 鄭世豪 | 兵 頭  | |                      |
| 黃俊伸 | 衙差   | 官 兵 |                      |
| 劉天龍 | 衙差   | 官 兵 |                      |
| 翟趙麟 | 衙差   | 官 兵 |                      |
| 何俊軒 | 衙差   | 官 兵 |                      |
| 王德基 | 衙差   | 官 兵 |                      |
| 陳良偉 | 衙差   | 官 兵 |                      |
| 柯 嵐  |        | 蘇鎮東隨從 | 第12集               |
| 陳志健 |        | 蘇鎮東隨從 | 第12集               |

### 唐家
| 演員   | 角色   | 關係                                                           | 暱稱             |
| 朱咪咪 | 唐 依  | 唐大海之母 唐水奶奶                                            |                  |
| 李國麟 | 唐大海 | 唐依之子 唐水之父，不事生產，好賭成性 於第19集被麥秋生一家殺死 | 參見唐大海被殺案 |
| 姚子羚 | 唐 水  | 唐依孫女 唐大海之女 玉宇瓊樓歌姬 香水之好友 與祝清庭相戀       | 唐水姑娘         |

### 戴家
| 演員   | 角色       | 關係 | 暱稱                            |
| 朱維德 | 戴浩賢     | 戴從文、戴從武之父 清官，心願是兒子當好官，已去世 |                                 |
| 黎耀祥 | 戴從文     | 戴從武之弟 良材縣衙門師爺 農官衙門前師爺 蘇州衙門前衙差 为替戴从武赎罪而假冒八府巡按 於第18集处斩苏镇东 於第20集被谢皇上安排逃走 參見衙門及真假巡按案 | 大老爺 青天狀師                 |
| 黎耀祥 | 戴從武     | 戴從文之兄 八府巡按，大貪官，官運亨通，五年連升八級 得咯血病 於第14-20集被戴從文頂替 於第16集病逝 參見真假巡按案                                      | 火鳳凰 戴青天(被戴從文頂替時期) |
| 林淑敏 | 沈玉嫻     | 戴從文前妻 |                                 |
| 沈可欣 | 戴夫人     | 戴從武七個妻子之一，其他六個妻子怕傳染跑掉了 |                                 |
| 劉雋賢 | 洪 仔      | 戴從武兒子 |                                 |
| 許文翹 | 戴從武替身 | 戴從武替身 | 第12集                          |

### 玉宇瓊樓
| 演員   | 角色   | 關係                                                     | 暱稱               |
| 姚子羚 | 唐 水  | 唐依孫女 唐大海之女 玉宇瓊樓歌姬 香水之好友 與祝清庭相戀 | 唐水姑娘           |
| 鞏倩彤 | 侍 婢  | 唐水侍婢                                                 |                    |
| 沈穎婷 | 香 水  | 玉宇瓊樓歌姬                                             | 參見香水懷疑被殺案 |
| 朱婉儀 | 陶八姑 | 長沙媒婆（第3集）後轉職玉宇瓊樓鴇母                      |                    |
| 吳幸美 | 詩 曼  | 玉宇瓊樓四大美人                                         |                    |
| 謝兆   | 碧 兒  | 玉宇瓊樓四大美人                                         |                    |
| 陳彥靜 | 嘉 欣  | 玉宇瓊樓四大美人                                         |                    |
| 潘冠霖 | 杏 兒  | 玉宇瓊樓四大美人                                         |                    |
| 日 伽  | 歌 姬  |                                                          |                    |
| 劉卓姿 | 歌 姬  |                                                          |                    |

### 宮廷與文武百官
| 演員   | 角色   | 關係                         | 暱稱   |
| 洋     | 朱元璋 | 明太祖                       |        |
| 魯振順 | 陳公公 | 太監，並且是太后身邊的大紅人 |        |
| 許文翹 | 小春子 |                              |        |
| 鍾志光 | 秦大人 | 良材縣前縣官                 | 第一集 |
| 陳志健 | 隨 從  | -                            |        |
| 歐瑞偉 | 相 國  | -                            |        |
| 羅浩楷 | 姚大人 | 吏部尚書，後榮休             |        |
| 賀文傑 | 姚隨從 |                              |        |
| 湯展維 | 姚隨從 |                              |        |
| 羅君左 | 官 員  |                              |        |
| 彭冠中 | 官 員  |                              |        |

### 與案件有關人物

#### 淋尖踢斛案（第1-3集）
| 演員   | 角色   | 關係 | 暱稱           |
| 李力持 | 雷飛龍 | 雷老虎之父 長沙市知縣,大貪官 以「淋尖踢斛」的方式欺壓百姓 於第3集被謝皇上以打破假玉碗戲弄，後同意賠償眾米農的損失與100萬兩 喜歡大明十大酷刑如夾腳趾，點天燈，放蜻蜓 於第16集被戴從文判斬首 | 參見真假巡按案 |
| 梁烈唯 | 雷老虎 | 雷飛龍之子 喜歡大明十大酷刑如夾腳趾，點天燈，放蜻蜓 於第16集被戴從文判斬首 | 參見真假巡按案 |
| 黃錫濤 | 周師爺 | 長沙衙門師爺 |                |
| 楊鴻俊 | 衙 差  | 長沙衙門衙差 |                |
| 趙樂賢 | 衙 差  | 長沙衙門衙差 |                |
| 張智軒 | 衙 差  | 長沙衙門衙差 |                |

#### 梁小蝶被殺案（第4-7集）
| 演員   | 角色   | 關係                                                                                              | 暱稱           |
| 孫慧雪 | 梁小蝶 | 梁飛雁亡妹 杭州怡春院名妓 被田大貴襲擊受傷 被黃秀梅所殺 岑大智協助處理屍體                        |                |
| 張雪芹 | 梁飛雁 | 梁小蝶之姊 京城龍威鏢局鏢師 於第4集欲刺殺謝皇上未遂                                               |                |
| 麥嘉倫 | 田有諒 | 田大富之子 田大貴姪兒 謝皇上書友 冒認謝皇上之名追求梁小蝶 於第5集被捕後被打80大板，後無罪釋放     |                |
| 孫季卿 | 陸榮福 | 藥材舖老闆 於第5集被捕後被打80大板，後無罪釋放                                                    |                |
| 曾慧雲 | 黃秀梅 | 杭州怡春院鴇母 殺死梁小蝶 於第7集被判斬首                                                         |                |
| 李岡龍 | 田大貴 | 田有諒二叔 田大富之弟 襲擊梁小蝶使其受傷 所做所為形同謀殺亦被判秋後處決                           |                |
| 楊英偉 | 岑大智 | 杭州知縣，後被革職 協助處理梁小蝶屍首 後被打殘發配邊疆                                            | 岑大人         |
| 黎彼得 | 田大富 | 何笑瓊之夫 田有諒之父 田大貴之兄                                                                  |                |
| 劉桂芳 | 何笑瓊 | 田大富之妻 田大貴大嫂 田有諒之母                                                                  |                |
| 陸駿光 | 轎 夫  |                                                                                                   |                |
| 鐘建文 | 楊公子 |                                                                                                   |                |
| 黃淑怡 | 秀 秀  |                                                                                                   |                |
| 曾婉莎 | 妓 女  |                                                                                                   |                |
| 蔡巧藍 | 妓 女  |                                                                                                   |                |
| 周寶霖 | 美 女  | 於第5集被良材縣衙門捕快「粥、粉、麵、飯」搭訕稱為「閉、月、羞、花」，他們則自稱「玉、樹、臨、風」 |                |
| 黃卓慧 | 美 女  | 於第5集被良材縣衙門捕快「粥、粉、麵、飯」搭訕稱為「閉、月、羞、花」，他們則自稱「玉、樹、臨、風」 |                |
| 謝珊珊 | 美 女  | 於第5集被良材縣衙門捕快「粥、粉、麵、飯」搭訕稱為「閉、月、羞、花」，他們則自稱「玉、樹、臨、風」 |                |
| 黃 瑩  | 美 女  | 於第5集被良材縣衙門捕快「粥、粉、麵、飯」搭訕稱為「閉、月、羞、花」，他們則自稱「玉、樹、臨、風」 |                |
| 傅劍虹 | 黑衣人 | 想毀屍滅跡                                                                                        |                |
| 寧 進  | 黑衣人 | 想毀屍滅跡                                                                                        |                |
| 鄭家生 | 伍捕頭 | 杭州捕頭                                                                                          |                |
| 張國洪 |        | 杭州捕快                                                                                          |                |
| 何奕聰 |        | 杭州捕快                                                                                          |                |
| 姚浩政 | 醉酒佬 |                                                                                                   | 假裝沒被抬上去 |

#### 香水懷疑被殺案（第8-11集）
| 演員   | 角色   | 關係 | 暱稱   |
| 沈穎婷 | 香 水  | 陳巧之女 徐耀成情人 玉宇瓊樓歌姬 唐水之好友 殺害翠表姐 於第9集失蹤並被懷疑遭謀殺 於第11集出現並説出一切原委，後被判斬首 |        |
| 林敬剛 | 徐耀成 | 香水情人 殺害翠表姐 與香水設局脱罪 於第11集被判斬首                                                                     |        |
| 溫裕紅 | 翠表姐 | 香水姐 被徐耀成殺死 |        |
| 夏 雨  | 謝蒼天 | 被懷疑殺害香水，後無罪釋放 參見謝家                                                                                     | 謝老爺 |
| 陳安瑩 | 陳 巧  | 香水之母，盲人 |        |
| 陳念君 | 袁媽媽 | 蘇州鴇母 |        |

#### 單日冤枉案（第12-14集）
| 演員   | 角色     | 關係 | 暱稱                              |
| 曾偉權 | 蘇鎮東   | 立心陷害衙門各人報仇 | 酷吏、大頭六、真陰毒 參見蘇家     |
| 麥長青 | 蘇鎮南   | 冤枉謝皇上為反賊後被麒麟送子破解 冤枉麥帥吃麵不給錢後用罪不及眾破解 陷害祝清庭使唐大海癱瘓用被揭發唐大海假扮癱瘓破解 冤枉謝皇上貪汙與陳細妹殺人後謝皇上與陳細妹成親破解 | 綿裡針 參見蘇家                   |
| 馬浚偉 | 謝皇上   | 良材縣縣官 被冤枉畫反畫為逆賊 後用麒麟送子破解 | 謝大人 死老頭(陳細妹專用)         |
| 黎耀祥 | 戴從文   | 良材縣衙門師爺 協助破解蘇振南與蘇振東的詭計 | 大老爺 青天狀師 參見戴家 參見衙門 |
| 李成昌 | 麥 帥    | 良材縣衙門捕頭 被蘇鎮南冤枉吃麵不給錢 後用罪不及眾破解 | 帥公 參見衙門                     |
| 李海生 | 司徒御醫 | 兩年前告老還鄉，幫忙蘇鎮南與唐大海作證後被唐大海推跌撞昏 | 阿伯                              |
| 李思捷 | 祝清庭   | 良材縣衙門捕快 被蘇鎮南與唐大海陷害 後揭發唐大海假扮癱瘓破解 | 參見衙門                          |
| 鄭希怡 | 陳細妹   | 良材縣衙門捕快 被陷害殺人 後與謝皇上成親破解 | 阿妹 牝雞                         |
| 葉振聲 | 程大夫   | |                                   |
| 黃文標 | 趙 熊    | 蘇鎮南之手下 隨便找一個屍首陷害陳細妹殺人 後陳細妹與謝皇上成親破解 |                                   |
| 游 飈  | 趙 豹    | 蘇鎮南之手下 隨便找一個屍首陷害陳細妹殺人 後陳細妹與謝皇上成親破解 |                                   |

#### 媳婦被殺案（第15集）
| 演員   | 角色     | 關係                                                                                               | 暱稱 |
| 楊卓娜 | 陳美娥   | 受姊姊之唆擺，嫁禍梁王氏殺害她 於第15集被罰廷杖                                                    |      |
| 梁舜燕 | 梁王氏   | 美娥姊姊之奶奶 因爲美娥姊姊婚前隱瞞患有惡疾，又認為其子被剋死，常呼喝虐打美娥姊姊 於第15集無罪釋放 |      |
| 黃樂兒 | 美娥姊姊 | 陳美娥之姊姊 梁王氏之媳婦 長期被梁王氏虐打以致懷恨在心 自殺並唆擺陳美娥嫁禍梁王氏                  |      |

#### 真假巡按案（第15-20集）
| 演員   | 角色     | 關係 | 暱稱                                     |
| 黎耀祥 | 戴從文   | 戴從武之孖生弟 良材縣衙門師爺 为替戴从武赎罪而假冒八府巡按 於第18集处斩苏镇东                                       | 大老爺 青天狀師 參見戴家                 |
| 黎耀祥 | 戴從武   | 戴從文之孖生兄 八府巡按 得咯血病 於第14-20集由戴從文頂替 於第16集病逝                                               | 火鳳凰 戴青天(被戴從文頂替時期) 参见戴家 |
| 曾偉權 | 蘇鎮東   | 蘇鎮南之兄 六府巡按 於第18集因引诱陈公公查办真假巡按案而遭戴从文处斩                                                | 酷吏、大頭六、真陰毒 參見蘇家            |
| 麥長青 | 蘇鎮南   | 蘇德之子 蘇鎮東之弟 蘇鎮東幕後軍師 與戴從文同門 於第18集因掌握陈公公秘密而免於一死 於第20集被朱元璋下令遭谢皇上处斩 | 參見蘇家                                 |
| 曾健明 | 吳大人   | 貪官 | 被戴從文斬首                             |
| 王維德 | 寧海峰   | 貪官 | 被戴從文斬首                             |
| 李力持 | 雷飛龍   | 雷老虎之父 長沙市知縣，大貪官 於第16集被戴從文判斬首                                                                | 參見淋尖踢斛案                           |
| 梁烈唯 | 雷老虎   | 雷飛龍之子 於第16集被戴從文判斬首                                                                                   | 參見淋尖踢斛案                           |
| 歐瑞偉 | 相 國    | 相國 大貪官，後被戴從文嚇跑                                                                                         | 奸相國                                   |
| 魯振順 | 陳公公   | 太監，並且是太后身邊的大紅人                                                                                        |                                          |
| 許文翹 | 小春子   | |                                          |
| 張頴康 | 太 監    | 公公 | 第18集                                   |
| 李海生 | 司徒御醫 | 陷害戴從文 | 阿伯                                     |
| 何偉業 | 戚為力   | 協助戴從文認人之人                                                                                                  |                                          |
| 黃子衡 | 容若華   | 協助戴從文認人之人                                                                                                  |                                          |
| 周寶霖 | 婉 兒    | 協助戴從文認人之人                                                                                                  |                                          |
| 梁咖穎 | 湘 兒    | 協助戴從文認人之人                                                                                                  |                                          |
| 陳宙希 | 何 飛    | 協助戴從文認人之人                                                                                                  |                                          |
| 趙敏通 | 武手下   | 戴從武之手下 |                                          |
| 馬貫東 | 武手下   | 戴從武之手下 |                                          |
| 鄒永彪 | 武手下   | 戴從武之手下 |                                          |
| 杜 港  | 武手下   | 戴從武之手下 |                                          |

#### 唐大海被殺案（第19-20集）
| 演員   | 角色   | 關係 | 暱稱 |
| 李國麟 | 唐大海 | 唐依之子 唐水之父 於第19集被麥秋生一家殺死                                                                 |      |
| 陳榮峻 | 麥秋生 | 唐大海表弟 飢荒時因唐大海拒絕借米，導致母親、妻子和兩個兒子餓死，於第19集把床吊高使唐大海活活餓死 後被判斬首 |      |
| 王天就 | 生兒子 | 麥秋生兒子 於第19集協助殺死唐大海 後被判充軍塞外                                                           |      |
| 胡麒豐 | 生兒子 | 麥秋生兒子 於第19集協助殺死唐大海 後被判充軍塞外                                                           |      |
| 卓 躍  | 生兒子 | 麥秋生兒子 於第19集協助殺死唐大海 後被判充軍塞外                                                           |      |
| 簡慕華 | 生妻   | 麥秋生妻子 當年因唐大海拒絕借米致餓死                                                                      |      |

### 其他演員
| 演員   | 角色     | 關係                  | 暱稱   |
| 古明華 | 春耕叔   | 良材縣下鄉鄉民        |        |
| 陳狄克 | 夏至叔   | 良材縣下鄉鄉民        |        |
| 祝文君 | 秋收嫂   | 良材縣下鄉鄉民        |        |
| 馮素波 | 立冬媽   | 良材縣下鄉鄉民        |        |
| 趙靜儀 | 下鄉村民 | 良材縣下鄉鄉民        |        |
| 王基信 | 下鄉村民 | 良材縣下鄉鄉民        |        |
| 陳嘉露 | 下鄉村民 | 良材縣下鄉鄉民        |        |
| 鄺佐輝 | 下鄉農民 | 良材縣下鄉鄉民        |        |
| 羅天池 | 下鄉農民 | 良材縣下鄉鄉民        |        |
| 廖麗麗 | 下鄉農民 | 良材縣下鄉鄉民        |        |
| 宋子盈 | 下鄉農民 | 良材縣下鄉鄉民        |        |
| 陳勉良 | 下鄉農民 | 良材縣下鄉鄉民        |        |
| 邵卓堯 | 祝一山   | 祝清庭之父 陳細妹養父 |        |
| 柯 南  | 小 二    | 店小二                | 第一集 |
| 莊迪生 | 小 二    | 店小二                | 第二集 |
| 曾梓明 | 書 友    | 謝皇上書友            |        |
| 江梓瑋 | 書 友    | 謝皇上書友            |        |
| 馬小靈 | 標 嫂    |                       |        |
| 梁健平 | 李老闆   | 銀號老闆              |        |
| 李子奇 | 蔡老闆   | 銀號老闆              |        |
| 郭德信 | 黃老闆   | 銀號老闆              |        |
| 李鴻杰 | 胡老闆   | 老闆                  |        |
| 凌禮文 | 齊老闆   | 老闆                  |        |
| 楊瑞麟 | 朱老闆   | 老闆                  |        |
| 張穎康 | 新 郎    |                       |        |
| 梁咖詠 | 女 子    |                       |        |
| 曾愛媚 | 女 子    |                       |        |
| 徐玟晴 | 女 子    |                       |        |
| 魏惠文 | 麵攤老闆 |                       |        |
| 黃樂兒 | 阿 儀    |                       |        |
| 李穎芝 | 婢 女    |                       |        |
| 李家鼎 | 顧老闆   | 賭場老闆              | 鼎爺   |

## 收視

### 香港收视
以下為本劇於香港無綫電視翡翠台之收視紀錄：
| 週次 | 日期                  | 平均收視 | 最高收視 |
| ---- | --------------------- | -------- | -------- |
| 1    | 2008年1月21日-1月25日 | 31點     | 34點     |
| 2    | 2008年1月28日-2月1日  | 32點     | 35點     |
| 3    | 2008年2月4日-2月8日   | 31點     | 32點     |
| 4    | 2008年2月11日-2月15日 | 32點     | 37點     |

### 广州收视
| 集数  | CSM     | CSM      | CSM     | CSM      | CSM   | CSM                     | AGB     | AGB     | AGB  |
| 集数  | CSM省网 | 单集最高 | CSM市网 | 单集最高 | 合计  | 分月收视                | AGB省网 | AGB市网 | 合计 |
| ----- | ------- | -------- | ------- | -------- | ----- | ----------------------- | ------- | ------- | ---- |
| 1-5   | 8.06    | 8.57     | 11.52   | 12.34    | 19.58 | 1-9集19.55 10-20集19.54 | 10.4    | 8.7     | 19.1 |
| 6-10  | 8.77    | 9.31     | 10.9    | 11.88    | 19.67 | 1-9集19.55 10-20集19.54 | 9.8     | 8.1     | 17.9 |
| 11-15 | 7.71    | 9.1      | 10.74   | 12.26    | 18.45 | 1-9集19.55 10-20集19.54 | 7.2     | 7.1     | 14.3 |
| 16-20 | 8.8     | 9.31     | 11.71   | 11.88    | 20.51 | 1-9集19.55 10-20集19.54 | 9       | 9.3     | 18.3 |

## 台慶獎項
- 最佳男配角 - 黎耀祥飾戴從文/戴從武

## 參看
- 《秀才遇著兵》

## 外部連結
- TVB.com 秀才愛上兵

| 同事三分親 -2008年8月7日       |                                                              |                                                              |                                                              |                                  |
| 野蠻奶奶大戰戈師奶 -1月27日    | 野蠻奶奶大戰戈師奶 -1月27日                                  | 和味濃情 1月28日-                                            | 和味濃情 1月28日-                                            | 和味濃情 1月28日-                |
| 上一套： 律政新人王II -1月18日 | 翡翠台/高清翡翠台第三綫劇集(2008) 秀才愛上兵 1月21日-2月15日 | 翡翠台/高清翡翠台第三綫劇集(2008) 秀才愛上兵 1月21日-2月15日 | 翡翠台/高清翡翠台第三綫劇集(2008) 秀才愛上兵 1月21日-2月15日 | 下一套： 最美麗的第七天 2月18日- |

| 香港 無綫電視翡翠台凌晨劇集時段 星期二至六 00:15-01:20 | 香港 無綫電視翡翠台凌晨劇集時段 星期二至六 00:15-01:20 | 香港 無綫電視翡翠台凌晨劇集時段 星期二至六 00:15-01:20 |
| ------------------------------------------------------ | ------------------------------------------------------ | ------------------------------------------------------ |
|                                                        | 秀才愛上兵 （2010.02.18 - 2010.03.17）                 |                                                        |
| 人間蒸發 （2010.01.23 - 2010.02.13）                   | 兩妻時代 （2010.03.18 - 2010.04.14）                   |                                                        |
| 香港 無綫電視翡翠台黃昏劇集時段 星期一至六 17:55-18:30 |                                                        |                                                        |
| 和味濃情 （2013.06.22 - 2013.08.08）                   | 秀才愛上兵 （2013.08.09 - 2013.09.24）                 | 同撈同煲 （2013.09.25 - 2013.11.09）                   |
| 秀才遇著兵 （2015.12.10 - 2016.01.23）                 | 秀才愛上兵 （2016.01.25 - 2016.03.10）                 | 大藥坊 （2016.03.11 - 2016.05.19）                     |